# Pathé Ciss
Pathé Ismaël Ciss (Dacar, 16 de março de 1994) é um futebolista senegalês que atua como meio-campista. Atualmente é jogador do Rayo Vallecano e da Seleção Senegalesa de Futebol.

## Carreira

### Início
Pathé começou sua carreira no Diambars, clube de Saly. Ele foi transferido ao clube português União da Madeira em 2017, junto com Nestor Mendy e Alhassane Sylla.

### União da Madeira
Pathé fez sua estreia profissional registrada em 13 de agosto de 2017, na vitória diante do Real SC por 2-0 pela Segunda Liga. O jogador senegalês substituiu Gonçalo Abreu aos 88 minutos. Logo em seguida tomou um cartão amarelo.[carece de fontes?]
Marcou seu primeiro gol profissionalmente na vitória magra diante do Oliveirense por 1-0 em 30 de outubro de 2017.

#### Famalicão
Em 30 de agosto de 2018, Ciss foi contratado pelo Famalicão por empréstimo. Ele se juntou novamente com o compatriota Alhassane Sylla.
Pathé Ciss foi um dos grandes jogadores do clube que ajudaram-o a subir para a Primeira Liga depois de 25 anos.

### Fuenlabrada
Em 2 de setembro de 2019, Ciss foi adquirido ao CF Fuenlabrada da Espanha por empréstimo com uma opção de compra.
Com grandes atuações no clube espanhol, foi contratado definitivo ao elenco com um contrato extendido até a temporada 2022-23.

### Rayo Vallecano
Em 28 de julho de 2021, foi confirmado a transferência de Pathé Ciss ao Rayo Vallecano por 4 temporada (até 2025), junto com o compatriota Randy Nteka.
Fez sua estreia pelo clube na primeira rodada da La Liga de 2021–22, onde seu time perdeu de 3-0 diante ao Sevilla. Marcou seu primeiro gol pelo clube e La Liga na vitória de 3-0 sobre o Getafe. Além do gol, também deu sua primeira assistência para o terceiro gol do time marcado por Radamel Falcao.

## Carreira internacional
Ciss fez sua estreia pela seleção senegalesa de futebol em um amistoso com a Bolívia em 24 de setembro de 2022. Ele foi convocado pelo técnico Aliou Cissé para a Copa do Mundo FIFA de 2022, fazendo sua estreia no torneio como substituto na vitória do Senegal por 3-1 sobre o país anfitrião, o Catar.
Em dezembro de 2023, ele foi convocado para a seleção do Senegal para a Campeonato Africano das Nações de 2023, adiada e realizada na Costa do Marfim.